# Équipe de France masculine de handball au Championnat du monde 1970
Cet article relate le parcours de l'Équipe de France masculine de handball lors du Championnat du monde 1970 organisé en France du 26 février au 8 mars 1970. Il s'agit de la 6e participation de la France aux Championnats du monde.
La France est automatiquement qualifié en tant que pays hôte de la compétition. Grâce à une victoire face à la Suisse lors de la phase préliminaire, la France se qualifie pour la poule de classement (9e à 12e place). Mais elle accuse trois nouvelles défaites et se classe ainsi douzième sur seize participants.

## Effectif

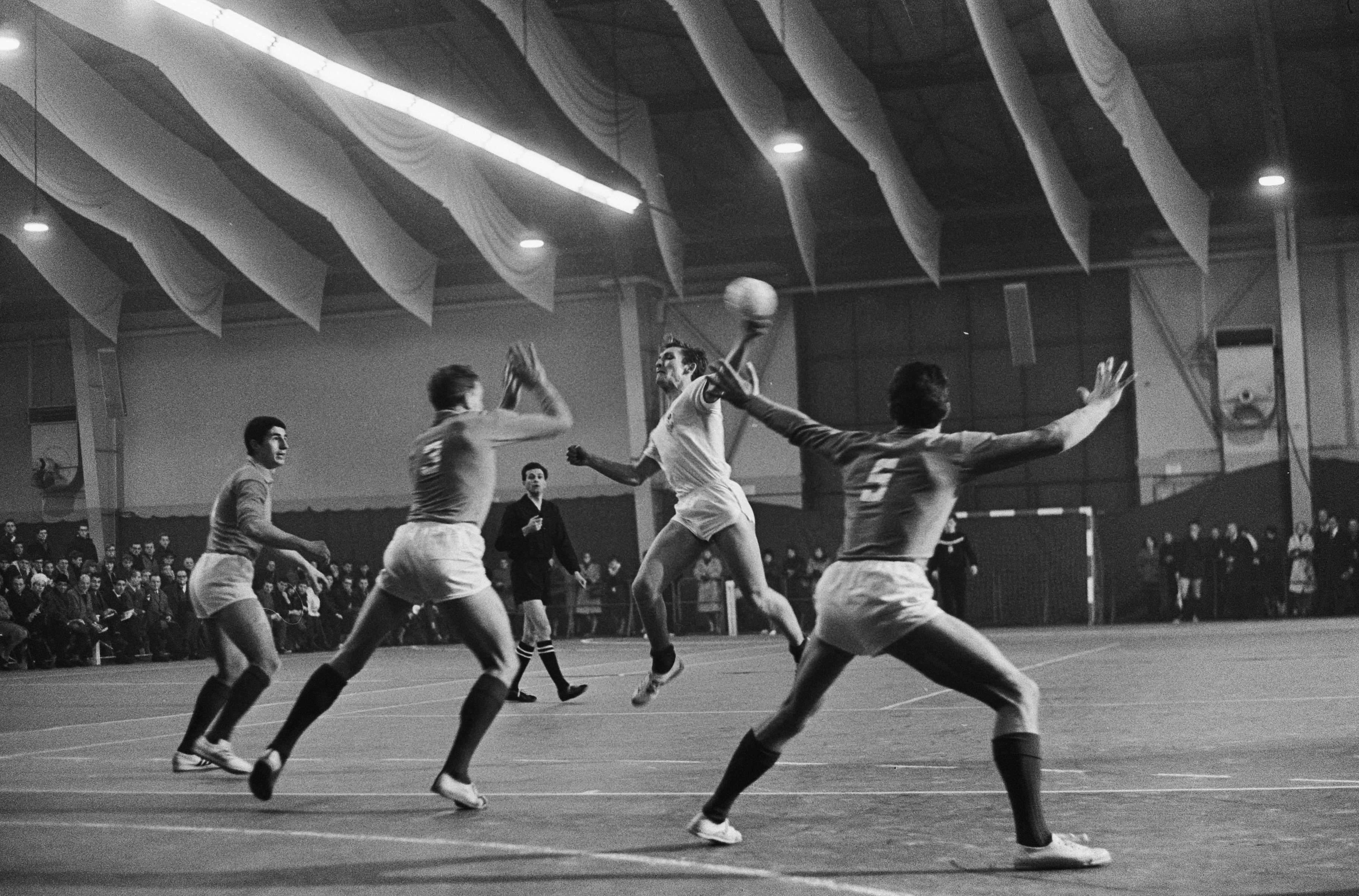
André Sellenet au tir face à la défense néerlandaise, le 7 février 1965.

L'effectif de la France était

## Résultats

### Phase préliminaire
La France termine troisième de sa poule et est ainsi qualifié pour les matchs de classement (9e à 12e places)
|   | Équipe               | Pts | J | G | N | P | Bp | Bc | Diff |
| - | -------------------- | --- | - | - | - | - | -- | -- | ---- |
| 1 | Allemagne de l'Ouest | 6   | 3 | 3 | 0 | 0 | 41 | 36 | 5    |
| 2 | Roumanie             | 4   | 3 | 2 | 0 | 1 | 48 | 31 | 17   |
| 3 | France               | 2   | 3 | 1 | 0 | 2 | 36 | 39 | -3   |
| 4 | Suisse               | 0   | 3 | 0 | 0 | 3 | 29 | 48 | -19  |

| 26 février 1970 | Roumanie           | 12 – 9 | France                      | Paris Arbitrage : Rodil et Ovdal |
| 26 février 1970 | Gheorghe Gruia (5) | (?–?)  | M. Richard, A. Sellenet (2) | Paris Arbitrage : Rodil et Ovdal |
| 26 février 1970 | Archives FFHB      |        |                             | Paris Arbitrage : Rodil et Ovdal |

| Roumanie - Gardiens ; Cornel Penu, Alexandru Dincă. - Joueurs de champ : Gheorghe Gruia (5), Gabriel Kicsid (3), Ghiţă Licu (2), Titus Moldovan (2 sur pénalty), Cezar Nica, Ion Popescu, Cristian Gațu, Cornel Oțelea, Mihai Marinescu, Ștefan Birtalan. | France - Gardien : Bernard Sellenet. - Joueurs de champ : Michel Richard (2), André Sellenet (2), Jean-Michel Germain (1), René Richard (1), Maurice Portes (1), Jean-Pierre Etcheverry (1), André Nita (1), Claude Gallant, Rachid Aggoune, Jean-Pierre Etcheverry, Jean-Pierre Carité. |

| 28 février 1970 | Allemagne de l'Ouest | 15 – 12 | France | Évreux Arbitrage : Rodil et Ovdal |
| 28 février 1970 | (?–?)                |         |        | Évreux Arbitrage : Rodil et Ovdal |
| 28 février 1970 | Archives FFHB        |         |        | Évreux Arbitrage : Rodil et Ovdal |

| Allemagne de l'Ouest - Gardiens : Hans-Jürgen Bode, Uwe Rathjen. - Joueurs de champ : Max Müller (4), Hansi Schmidt (3), Herbert Lübking (3), Heiner Möller (2), Jochen Brand (1), Jochen Feldhoff (1), Diethard Finkelmann (1), Peter Neuhaus, Herbert Rogge, Herbert Wehnert. | France - Gardiens : Jean Férignac, Jean-Paul Laplagne. - Joueurs de champ : Claude Gallant (2), Jean-Luc Druais (2), Rachid Aggoune (2), André Nita (2), René Richard (1), Jean-Pierre Etcheverry (1), Maurice Portes (1), Jean-Pierre Carité (1), Jean-Michel Germain, Christian Lelarge. |

| 1er mars 1970 | France             | 15 – 12 | Suisse     | Caen Arbitrage : Pason et Keszhelyi |
| 1er mars 1970 | Michel Richard (5) | (?–?)   | Notter (4) | Caen Arbitrage : Pason et Keszhelyi |
| 1er mars 1970 | Archives FFHB      |         |            | Caen Arbitrage : Pason et Keszhelyi |

| France - Gardiens : Bernard Sellenet, Jean-Paul Laplagne. - Joueurs de champ : Michel Richard (5), André Sellenet (4), Jean-Pierre Etcheverry (3), Claude Gallant (2), René Richard (1), Jean-Luc Druais, Jean-Michel Germain, André Nita, Maurice Portes, Jean-Pierre Carité. | Suisse - Gardiens : Funk, Eisen. - Joueurs de champ : Notter (4), Gygax (3), Blaser (1), Grundmann (1), Rudolf (1), Wagner (1), Kron (1),Meier, Santini, Schweingruber. |

### Poule de classement
Les matchs de classement (9e à 12e places) sont joués en poule unique à Paris du 3 au 6 mars :
|    | Équipe           | Pts | J | G | N | P | Bp | Bc | Diff |
| -- | ---------------- | --- | - | - | - | - | -- | -- | ---- |
| 9  | Union soviétique | 6   | 3 | 3 | 0 | 0 | 72 | 41 | 31   |
| 10 | Japon            | 4   | 3 | 2 | 0 | 1 | 54 | 60 | -6   |
| 11 | Islande          | 2   | 3 | 1 | 0 | 2 | 53 | 56 | -3   |
| 12 | France           | 0   | 3 | 0 | 0 | 3 | 44 | 66 | -22  |

| 3 mars 1970 | Union soviétique   | 25 – 14 | France           | Paris Arbitrage : Pason et Keszhelyi |
| 3 mars 1970 | Nikolaï Chaïouk 10 | (13–7)  | Michel Richard 5 | Paris Arbitrage : Pason et Keszhelyi |
| 3 mars 1970 | Archives FFHB      |         |                  | Paris Arbitrage : Pason et Keszhelyi |

| Union soviétique - Joueurs de champ : Nikolaï Chaïouk (10 dont 3 penalties), Vladimir Maksimov (3 dont 1 penalty), Alexandre Panov (3), Valeri Zelenov (3), Anatoli Chevtchenko (2), Iouri Solomko (de) (2), Iouri Klimov (1), Imedo Pkhakadze (1). | France - Gardiens : Bernard Sellenet, Jean-Paul Laplagne. - Joueurs de champ : Michel Richard (5 dont 1 penalty), Jean-Luc Druais (2), Jean-Pierre Etcheverry (2), Jean-Michel Germain (2), André Nita (2), André Sellenet (1), René Richard, Claude Gallant, Rachid Aggoune, Maurice Portes. |

| 5 mars 1970 | Japon           | 22 – 13  | France              | Paris Arbitrage : ? |
| 5 mars 1970 | Nobuyuki Iida 7 | (13 – 7) | Christian Lelarge 3 | Paris Arbitrage : ? |
| 5 mars 1970 | Archives FFHB   |          |                     | Paris Arbitrage : ? |

| Japon - Joueurs de champ : Nobuyuki Iida (7), Minoru Kino (4), Ena (3), Higashi (2), Noda (2), Chikamori (1), Kondo (1), Hayakawa (1), Saito (1). | France - Gardiens : Bernard Sellenet, Jean-Paul Laplagne. - Joueurs de champ : Christian Lelarge (3), Jean-Pierre Etcheverry (2), André Sellenet (2), Rachid Aggoune (1), Jean-Pierre Carité (1), Jean-Michel Germain (1), André Nita (1), Michel Richard (1), René Richard (1). |

| 6 mars 1970 | Islande         | 19 – 17 | France           | Paris Arbitrage : Sidea et Pelenghian |
| 6 mars 1970 | Jón Magnússon 4 | (12–10) | Michel Richard 7 | Paris Arbitrage : Sidea et Pelenghian |
| 6 mars 1970 | Archives FFHB   |         |                  | Paris Arbitrage : Sidea et Pelenghian |

| Islande - Joueurs de champ : Jón Magnússon (4 dont 2 penalties), Geir Hallsteinsson (3), Sigurður Einarsson (3), Viðar Símonarson (3 dont 1 penalty), A. Oskarsson (2), Björgvin Björgvinsson (1), Jónsson (1), Sigurbergur Sigsteinsson (1), Oskarssan (1). | France - Gardiens : Jean-Paul Laplagne, Sellenet. - Joueurs de champ : Michel Richard (7 dont 5 penalties), Brunet (2), Jean-Pierre Carité (2), Maurice Portes (2), Rachid Aggoune (1), Jean-Luc Druais (1), Jean-Pierre Etcheverry (1), Claude Gallant (1), Christian Lelarge, René Richard. |